# Yvonne Daldossi
Yvonne Daldossi (Merano, 26 gennaio 1992) è una pattinatrice di velocità su ghiaccio italiana.

## Biografia
È sorella del pattinatore di short track Jan Daldossi, che vinse la medaglia d'oro nei 1.000 metri ai 2009 World Junior Championships di Zakopane in Polonia.
Ha rappresentato l'Italia ai Giochi olimpici di Sochi 2014 e Pyeongchang 2018, gareggiando in questi ultimi nei 500 e nei 1000 metri.
È allenata da Maurizio Marchetto.